# Sorrentinos
Pour les articles homonymes, voir Sorrentino.
Les sorrentinos sont un type de pâtes farcies argentines, semblables aux raviolis mais plus grandes et de forme circulaire. La pâte est fabriquée avec de la farine et des œufs, et est généralement garnie d'une variété d'ingrédients qui peuvent combiner du fromage, du jambon, des légumes ou des noix,.

## Histoire
Il existe plusieurs versions de l'origine de cette pâtisserie. La première affirme que les sorrentinos sont nés à Sorrente (Italie) en 1958 dans un restaurant appelé Buon Mangiare, où un cuisinier préparait les pâtes farcies de jambon cuit, de mozzarella et de provolone. Cependant, les sorrentinos n'existent pas en Italie sous ce nom. D'autres théories indiquent qu'ils ont été créés dans la ville de Mar del Plata par un immigrant italien de Sorrento, ou son fils, Cayetano Persico-, tandis que d'autres sources affirment qu'ils sont originaires de Buenos Aires, dans un lieu appelé Sorrento ou Sorrentino,,.